# Hans Ernst von Manteuffel
Hans Ernst Freiherr von Manteuffel, häufig Hans Freiherr von Manteuffel (* 13. August 1799 in Kanig; † 21. Dezember 1872 in Colditz) war ein deutscher Forstmann.

## Leben
Manteuffel stammte aus einer begüterten Familie. Er war ein Enkel von Christoph Friedrich von Mihlendorff Freiherr von Manteuffel sowie Neffe des sächsischen Geheimrats August und des preußischen Oberlandesgerichtspräsidenten Hans Carl Erdmann von Manteuffel. Seine Familie sah eigentlich für ihn eine universitäre Ausbildung vor. Allerdings zeigte der Junge frühzeitig eine Leidenschaft für die Natur. Von 1816 an besuchte er die Forstakademie Tharandt. 1818 wechselte er nach gutem Abschluss an das Forstamt Augustusburg, bevor er 1820 das Oberförsterexamen in Tharandt bestand. Nach einer weiteren Praxiseinheit in Colditz wurde er 1822 Assistent des Oberforstmeisters in Schönburg, bevor er 1827 das Amt des Forstmeisters in Zschopau übernahm. 1829/1830 wurde er nach weiterem bestandenem Examen zum Oberforstmeister befördert. 1844 wurde er direkt dem Finanzministerium unterstellt. Bereits in dieser Zeit machte er durch einschlägige Publikationen auf sich aufmerksam.
Manteuffel war 1847 Mitbegründer des Sächsischen Forstvereins. Er war ab 1852 zunächst Mitglied, dann Vorsitzender der forstlichen Prüfungskommission und ließ sich schließlich um 1860 in Colditz nieder. 1872 beging er noch sein Dienstjubiläum. Kurz darauf verstarb er. Am 5. November 1872 wurde an der Hochschule in Tharandt auf seinen Namen das „von Manteuffel-Stipendium“ ins Leben gerufen.

## Werke (Auswahl)
- Anweisung zum Hügelpflanzen der Nadelhölzer.  Arnold, Dresden 1846.
- Die Hügelpflanzung der Laub- und Nadelhölzer. Arnold, Leipzig 1855.
- Die Eiche, deren Anzucht, Pflege und Abnutzung. Arnold, Leipzig 1869.